# Ruonajärvi (sjö i Norra Österbotten)
Ruonajärvi är en sjö i Finland. Den ligger i kommunen Ijo i landskapet Norra Österbotten, i den centrala delen av landet, 600 km norr om huvudstaden Helsingfors. Ruonajärvi ligger 1,3 meter över havet. Arean är 2,4 hektar och strandlinjen är 0,68 kilometer lång. Sjön  ingår i Bottenvikens kustområde. 